# 本图贡萨尔维斯
本图贡萨尔维斯是巴西南大河州的一个市镇。总面积382.5平方公里，总人口108490人，人口密度283.6人/平方公里。